# Enter Sandman
Enter Sandman – piosenka amerykańskiego zespołu Metallica, pochodząca z albumu Metallica. Utwór trwa 5:31 min. Na albumie S&M jest grana wraz z orkiestrą symfoniczną z San Francisco (San Francisco Symphony), gdzie trwa 7:39 min.
Została wyróżniona w Topie Wszech Czasów Programu Trzeciego Polskiego Radia, w którym zajmował pozycję 64 (2008), 65 (2007) i 90 (2006), spośród stu wybranych utworów.

## Twórcy
- James Hetfield – wokal, gitara rytmiczna
- Lars Ulrich – perkusja
- Kirk Hammett – gitara prowadząca
- Jason Newsted – gitara basowa, wokal wspierający
- Bob Rock, James Hetfield, Lars Ulrich – produkcja

## Historia
„Enter Sandman” to pierwszy utwór napisany w czasie prac nad nagranym w 1991 roku czarnym albumem. Główny riff utworu stworzył Kirk Hammett, jednak w oryginalnej wersji składał się tylko z dwóch taktów. Lars Ulrich zaproponował, aby pierwszy takt powtórzyć trzy razy. Cały utwór został szybko skomponowany, jednak James Hetfield przez długi czas nie napisał słów i linii melodycznej. Tak więc pierwszy na „Metallice” utwór jako jeden z ostatnich doczekał się tekstu. Hetfield uważał, że Enter Sandman jest „chwytliwy i brzmiący nieco komercyjnie”, więc dla kontrastu napisał słowa o „rozpadzie idealnej rodziny i jej wielkim, straszliwym sekrecie”, co zawierało w sobie nawiązania do SIDS. Po raz pierwszy w historii zespołu, Ulrich i producent Bob Rock powiedzieli Hetfieldowi, że mógł napisać lepsze słowa. Mimo to, zdaniem Ulricha, utwór ten był wstępem, motywem przewodnim całego albumu, nawet wtedy, gdy jeszcze nie zostały ukończone słowa.
Demo zostało nagrane 13 września 1990. Większość albumu została nagrana w Los Angeles, w One on One Studios, pomiędzy październikiem 1990 i czerwcem 1991, jednak Hetfield, Ulrich i Rock nagrywali także przez tydzień w Vancouver, na przełomie kwietnia i maja 1991. Jako pierwszy produkowany przez Boba Rocka, nowy album był nagrywany w znacznie inny sposób niż poprzednie. Zasugerował muzykom, aby nagrywali grając razem, zamiast rejestrować osobno wszystkie ścieżki. Ścieżka głównego riffu Enter Sandman składa się z trzykrotnie nagranych i nałożonych na siebie partii Hetfielda, którą sam określał mianem „Ściany gitar”. Partię perkusji nagrano i złożono z niemal 50 fragmentów, ponieważ Ulrich nie nagrał od razu całego utworu, pracując osobno nad kolejnymi elementami, aby uzyskać zamierzoną przez zespół „intensywność”. Jak twierdzi Randy Staub, zespół produkcyjny spędził wiele czasu, na takim przygotowaniu studia, aby jakość dźwięku była najlepsza; do nagrania partii gitar i perkusji używano od 40 do 50 mikrofonów, w celu osiągnięcia efektu koncertu na żywo. Także partiom basowym poświęcono więcej uwagi, Jason Newsted powiedział: „Wcześniej Metallica była skupiona głównie na gitarach, teraz kiedy pracujemy z Bobem Rockiem, także częstotliwości basowe mają siłę przebicia”. Jako pierwszy singiel, Enter Sandman był także pierwszym miksowanym utworem.

## Kompozycja
Enter Sandman, podobnie jak kilka innych znajdujących się na albumie Metallica jest znacznie prostszy od złożonych kompozycji tworzących poprzednie płyty. Lars Ulrich określał go wręcz jako „piosenkę jednego riffu”, której każdy fragment jest zdeterminowany przez ten riff.
Tempo utworu wynosi 123 uderzeń na minutę. Rozpoczyna się zagranym na nieprzesterowanej gitarze wstępem zagranym przy użyciu pedału wah-wah opartym na zmniejszonym akordzie E. Perkusja z kolei wtóruje gitarzyście rytmem wybijanym na tom-tomach i floor tomie. Po 56 sekundach pojawia się gitara przesterowana wprowadzająca główny riff w całości.
Utwór ma standardową budowę, składa się z dwu cyklów zwrotki, przejścia i refrenu oraz solo Kirka Hammetta zagranego po drugim refrenie. W przejściu i refrenie riff jest modulowany o cały ton w górę.
Solo Hammetta z akompaniamentem identycznym jak w przejściu i refrenie oparte jest na różnych skalach począwszy od molowej skali pentatonicznej E, przez h-moll, fis-moll, e-moll i skalę dorycką.
Po solówce utwór zwalnia, powraca motyw ze wstępu. Hetfield uczy dziecko XVIII-wiecznej dziecięcej modlitwy angielskiej „Now I Lay Me Down To Sleep”, a także powtarza słowa popularnej kołysanki, modyfikując jednakże częściowo jej słowa. Po kolejnym powtórzeniu refrenu rozpoczyna się zakończenie, nawiązujące do wstępu.

## Zapożyczenie
Riff przewodni kompozycji Enter Sandman został zapożyczony przez polską grupę Kazik na Żywo w utworze „Kalifornia ponad wszystko” (cover Dead Kennedys) na albumie Na żywo, ale w studio (1994).